# Saturn (revija)
Saturn je bila poljudnoznanstvena revija s področja astronomije, meteorologije, geofizike in geodezije. Ustanovil jo je Đorđe Nikolić (1908 – 1971), prvi predsednik Astronomskega društva Ruđer Bošković med letoma 1934 in 1936. Izdajal jo je Astronomski observatorij v Beogradu in je izhajala med letoma 1935 in 1940. Bila je prva in tedaj edina revija za astronomijo in sorodne vede v Jugoslaviji.
Sourednik revije je bil Franjo Dominko. Pri pisanju člankov sta med drugim sodelovala fizikalni geograf in meteorolog Oskar Reya in ljubiteljski astronom Ivan Tomec.